# Xenopterophora mikado
Xenopterophora mikado är en fjärilsart som beskrevs av Hori 1933. Xenopterophora mikado ingår i släktet Xenopterophora och familjen fjädermott. Inga underarter finns listade i Catalogue of Life.